# Schizonycha fulvipennis
Schizonycha fulvipennis är en skalbaggsart som beskrevs av Moser 1914. Schizonycha fulvipennis ingår i släktet Schizonycha och familjen Melolonthidae. Inga underarter finns listade i Catalogue of Life.